# Hydraena mitchellensis
Hydraena mitchellensis är en skalbaggsart som beskrevs av Perkins 2007. Hydraena mitchellensis ingår i släktet Hydraena och familjen vattenbrynsbaggar. Inga underarter finns listade i Catalogue of Life.